# Izabela Kawczyńska
Izabela Kawczyńska (ur. 1980 w Łodzi) – polska poetka i pisarka.
Publikowała w Akcencie, Arteriach, Blizie, Cegle, Frazie, Helikopterze, Tekstualiach, Toposie. Laureatka konkursów poetyckich im. K.K. Baczyńskiego, R. Wojaczka, H. Poświatowskiej, Z. Herberta. Zdobywczyni I nagrody IV Ogólnopolskiego Konkursu Poetyckiego im. Kazimierza Ratonia w 2008 (nagroda – wydanie tomiku Largo w 2009). Za tomik Luna i pies. Solarna soldateska otrzymała II nagrodę V Ogólnopolskiego Konkursu Literackiego "Złoty Środek Poezji" 2009 na najlepszy poetycki debiut książkowy roku 2008.

## Książki
poezja:
- Luna i pies. Solarna soldateska (Stowarzyszenie Literackie im. K.K. Baczyńskiego, Łódź 2008)
- Largo (Galeria Literacka BWA i Biblioteka Frazy, Olkusz 2009)
- Chłopcy dla Hekate. Czterdzieści elegii (Wydawnictwo Kwadratura, Łódź 2014)
- Linea nigra (WBPiCAK, Poznań 2017)

proza:
- Balsamiarka (Wydawnictwo Videograf SA, Chorzów 2015)